# Carmelo Calvo Nuin
Carmelo Calvo Nuin   (Peralta, 18 de juliol de 1842 - Montevideo, 30 de novembre de 1922) fou un organista, pianista i compositor navarrès.

## Biografia
Va cursar els seus primers estudis musicals amb el mestre Cerezo i als set anys formava part del cor de la col·legiata de Falces. Al mateix temps es va iniciar en la interpretació de l'orgue i amb onze anys exercia com a organista de la parròquia d'Alegria (Àlaba). Va prosseguir els seus estudis d'harmonia amb José Preciado i d'orgue amb Teodoro Mendizábal, organista de Vitòria. Fins 1863 va ocupar la plaça de mestre de capella i organista a Peralta, passant més tard, després de guanyar la plaça per oposició, a la de Caparroso. Posteriorment va donar un gir a la seva carrera i va començar les seves activitats com a pianista, primer al Casino de Pamplona i des de 1865 al Cafè de les Delícies de Barcelona. Des d'aquesta ciutat es va traslladar a Tarragona com a director i concertista d'orquestra d'una companyia lírica italiana; l'èxit que va aconseguir en les seves actuacions li facilitaria la possibilitat d'altres contractes similars i actuacions a Espanya i Buenos Aires. A Montevideo li van oferir la plaça d'organista i mestre de capella de la catedral, la qual va acceptar i va ocupar per més de trenta anys, aconseguint gran fama pel seu virtuosisme. El 1898 va deixar aquest lloc i es va dedicar a l'ensenyament musical, donant a conèixer el mètode de solfeig de Hilarión Eslava. Entre els seus deixebles més importants cal citar Lleó Rierol, "el primer simfonista i cuartetista en la història de la nostra música" (uruguaiana), segons escriu Susana Salgado en la seva Breu història de la música culta en l'Uruguai. Aquesta autora atribueix a Calvo la composició de diverses "fantasies, sarsueles, paràfrasi de concert i obres de música religiosa".

## Obres
La seva intensa activitat com a organista en nombroses esglésies de Montevideo i la participació en concerts i vetllades és també una nota destacada dels seus últims anys. Com a compositor té nombroses obres religioses i per a piano, però majoritàriament es desconeixen al no haver-les publicat. La seva òpera Ofèlia, amb text de Zorrilla de San Martín, es va estrenar al Teatre Solís el 28 d'octubre de 1880. Diverses obres impreses de Calvo per a piano es conserven a l'arxiu Lauro Ayestarán de Montevideo. A l'arxiu Eresbil de Renteria (Guipúscoa) hi ha una còpia del motet O salutaris per a solo de baix i orgue, manuscrit i datat a Peralta el 1876.